# Dan Beutler
Dan Beutler (ur. 7 października 1977 roku w Hallstahammar) – szwedzki piłkarz ręczny, reprezentant kraju, bramkarz. Obecnie występuje w Bundeslidze, reprezentuje barwy SG Flensburg-Handewitt.
Od sezonu 2011/12 będzie występował w HSV Hamburg.

## Sukcesy
- 2003: mistrzostwo Szwecji
- 2004: mistrzostwo Niemiec
- 2004, 2005: puchar Niemiec
- 2004, 2007: finalista Ligi Mistrzów